# Collectivité métropolitaine de Budapest
La collectivité métropolitaine de Budapest (en hongrois : Budapest Főváros Önkormányzata) est la structure territoriale de Budapest depuis 1990, date d'une nouvelle organisation territoriale de la Hongrie. La collectivité dispose des compétences des comitats ainsi que d'un pouvoir de supervision des arrondissements. La collectivité est dirigée par une assemblée métropolitaine (fővárosi közgyűlés) élue au suffrage universel. Celle-ci désigne ensuite en son sein le bourgmestre principal[réf. nécessaire] (főpolgármester) (Gergely Karácsony depuis octobre 2019). Le siège de la collectivité métropolitaine de Budapest l'Hôtel de ville de Budapest (ne pas confondre avec le Nouvel Hôtel de ville, siège de l'assemblée), situé à proximité de Deák Ferenc tér.

## Cadre légal et compétences
Les compétences de la collectivité métropolitaine de Budapest sont définies par la loi LXV de 1990 :
- définition du schéma d'aménagement et de développement de la capitale ;
- définition des règles d'urbanisme et des grands principes de protection du paysage bâti ;
- définition de plans de construction ou de réhabilitation de logements, coordination des initiatives des arrondissements en ce domaine, fixation des conditions d'aide au logement ;
- fixation des règles qui encadrent la location des logements municipaux (plafond des loyers, critères d'attribution, aides au logement, relogement) ;
- détermination d'un plan de prévention des risques ;
- organisation des systèmes de distribution de l'eau, du gaz, du chauffage urbain ainsi que l'évacuation, drainage et traitement des eaux usées ;
- participation à la fourniture de la capitale en énergie, contribution à l'éclairage public et entretien des systèmes de prévention des inondations ;
- collecte et gestion des déchets ;
- gestion et entretien des cimetières municipaux ;
- régulation du système de transports publics, gestion et entretien des voies et places sous sa compétence ;
- régulation des règles et tarifs de stationnement à l'échelle de Budapest, gestion de son parc foncier, sécurité des espaces publics ;
- gestion et entretien des établissements scolaires (écoles élémentaires, professionnelles) et des résidences attenants lorsque les collectivités d'arrondissement ne souhaitent pas les prendre en charge ;
- financement des collectivités de minorités à l'échelle de Budapest.

## Assemblée métropolitaine
La collectivité métropolitaine de Budapest est gouvernée par une assemblée métropolitaine composée de 33 membres élus, soit le maire et les conseillers métropolitains. De 1990 à 1994, leur nombre est de 88 membres, puis de 66 membres de 1994 à 2010. Depuis 2010, le nombre de membres est fixé à 33.  

### Composition actuelle (2024-2029)
Pour le mandat 2024-2029, le maire de Budapest est Gergely Karácsony, élu sous la bannière de Dialogue. 
|  |

| Partis | Partis           | Nombre de sièges |
| ------ | ---------------- | ---------------- |
|        | Fidesz–KDNP      | 10               |
|        | TISZA            | 10               |
|        | DK–MSZP–Dialogue | 7                |
|        | VDB–LMP          | 3                |
|        | MKKP             | 3                |
| Total  | Total            | 33               |

- Le Bourgmestre principal de Budapest et ses adjoints
- L'Assemblée métropolitaine de Budapest où siègent des conseillers métropolitains et les représentants des arrondissements
- Des représentants de l'administration métropolitaine : le notaire principal et le notaire-adjoint.